# Nagy Gergő (jégkorongozó)
Nagy Gergő (Dunaújváros, 1989. október 10. –) magyar válogatott jégkorongozó, csatár. Részt vett a 2009-es IIHF jégkorong-világbajnokságon, két szezont játszott az NHL utáni legmagasabb amerikai jégkorong-bajnokságban, az American Hockey League-ben.

## Pályafutása

### Klubcsapatban
Nagy Gergő az Alba Volán Székesfehérvár ifjúsági csapatában kezdte pályafutását. Tizennyolc éves korában egy szezont eltöltött az osztrák Red Bull Salzburgnál. 2008-ban visszatért Magyarországra és az Alba Volánnal az Osztrák jégkorongligában, az EBEL-ben szerepelt. A 2011-12-es szezont követően helye nem volt biztos a csapatban, ezért klubot váltott a minél gyakoribb játéklehetőség miatt, és a Miskolci Jegesmedvék JSE csapatában folytatta pályafutását. Egy év elteltével a szlovákiai Nové Zámky, majd 2013 októberében az észak-amerikai Quad City Mallardsban játszott. A szezon végén kölcsönbe az AHL-ben, az amerikai másodosztálynak megfelelő ligában szereplő Chicago Wolves csapatához került. A 2014-15 szezonban a Kalamazoo Wingsben 20 gólt szerzett és 39 gólpasszt jegyzett 60 találkozón. Ezt követően visszatért az Albához, majd a MAC Budapest játékosa lett. 2018 februárjában újra a Quad City Mallards szerződtette.

### A válogatottban
2009-ben mutatkozott be a magyar válogatottban, és már abban az évben szerepelhetett az A csoportos világbajnokságon. Részt vett a 2010-es 2013-as divízió I-es világbajnokságon is. A 2016-os IIHF jégkorong-világbajnokságon a fehéroroszok elleni győztes találkozón gólt szerzett, a magyar válogatott pedig 1939. február 3-a után szereztek újabb győzelmet az elit-vb-n. 2024. február 12-én lemondta a válogatott szereplést. A magyar válogatottban 134 mérkőzésen játszott.

## Magánélete
Párja a kosárlabdázó Reiner Dóra. 2017 januárjában született meg első gyermekük, Zalán Gergő.

## További információ
- Nagy Gergő a hockeydb oldalán
- Nagy Gergő az eliteprospects oldalán